# Le Saint Graal
Pour les articles homonymes, voir Saint Graal.
Pour plus de détails, voir Fiche technique et Distribution.
Le Saint Graal (titre original : Parsifal) est un film italien réalisé par Mario Caserini, sorti en 1912.
Ce film muet en noir et blanc met en scène Perceval, héros de la légende arthurienne. Le film a été tourné à Turin, dans le parc du Valentino et dans le bourg médiéval de la ville (it).

## Fiche technique
- Titre original : Parsifal
- Réalisation : Mario Caserini
- Scénario : Alberto Capozzi, Arrigo Frusta
- Directeur de la photographie : Angelo Scalenghe (it)
- Société de production : Società Anonima Ambrosio
- Société de distribution : Società Anonima Ambrosio
- Pays d'origine :  Italie
- Langue : italien
- Format : Noir et blanc – 1,33:1 – 35 mm – Muet
- Genre : film d'aventure
- Longueur de pellicule : 1 064 m (3 bobines)
- Année : 1912
- Dates de sortie :
  -  Royaume d'Italie : novembre 1912
  -  Autriche : novembre 1912
  -  France : 29 novembre 1912
  -  États-Unis : 21 décembre 1912
  -  Espagne : janvier 1914
- Autres titres connus :
  -  Royaume d'Italie : Parsifal
  -  Autriche : Parsifal
  -  Espagne : Parsifal

## Distribution
- Dario Silvestri : Perceval (Parsifal)
- Mario Bonnard : Amfortas
- Mary Cleo Tarlarini (it)
- Maria Caserini
- Antonio Grisanti (it)
- Oreste Grandi
- Filippo Castamagna
- Serafino Vite
- Lia Negro
- Vitale De Stefano (it)